# Лізбен (Айова)
Лізбен (англ. Lisbon) — місто (англ. city) в США, в окрузі Лінн штату Айова. Населення — 2233 особи (2020).

## Географія
Лізбен розташований за координатами 41°55′14″ пн. ш. 91°23′30″ зх. д. / 41.92056° пн. ш. 91.39167° зх. д. (41.920532, -91.391662).  За даними Бюро перепису населення США в 2010 році місто мало площу 5,55 км², уся площа — суходіл.

## Демографія
Згідно з переписом 2010 року, у місті мешкали 2152 особи в 824 домогосподарствах у складі 570 родин. Густота населення становила 388 осіб/км².  Було 861 помешкання (155/км²).
Расовий склад населення:
| - 97,8 % — білих - 0,5 % — чорних або афроамериканців - 0,2 % — корінних американців - 0,1 % — азіатів |

До двох чи більше рас належало 1,3 %. Частка іспаномовних становила 1,2 % від усіх жителів.
За віковим діапазоном населення розподілялося таким чином: 29,2 % — особи молодші 18 років, 59,7 % — особи у віці 18—64 років, 11,1 % — особи у віці 65 років та старші. Медіана віку мешканця становила 36,4 року. На 100 осіб жіночої статі у місті припадало 94,9 чоловіків;  на 100 жінок у віці від 18 років та старших — 89,6 чоловіків також старших 18 років.
Середній дохід на одне домашнє господарство  становив 65 651 долар США (медіана — 49 135), а середній дохід на одну сім'ю — 79 511 долар (медіана — 63 264). Медіана доходів становила 50 347 доларів для чоловіків та 40 977 доларів для жінок. За межею бідності перебувало 10,7 % осіб, у тому числі 12,1 % дітей у віці до 18 років та 7,5 % осіб у віці 65 років та старших.
Цивільне працевлаштоване населення становило 966 осіб. Основні галузі зайнятості: освіта, охорона здоров'я та соціальна допомога — 25,7 %, роздрібна торгівля — 13,9 %, виробництво — 12,4 %, фінанси, страхування та нерухомість — 11,1 %.